# Stars (Album)
Stars ist das vierte Studioalbum der britischen Popband Simply Red. Es wurde am 30. September 1991 über das Label East West Records veröffentlicht.

## Produktion und Gastbeiträge
Stewart Levine trat bei Stars als einziger Produzent in Erscheinung, lediglich bei den Titeln Something Got Me Started, Thrill Me und Your Mirror wirkte Mick Hucknall als Produzent mit. Mit Ausnahme von Something Got Me Started und Thrill Me, die von Mick Hucknall und Fritz McIntyre geschrieben wurden, wurden die restlichen Lieder des Tonträgers ausschließlich von Mick Hucknall geschrieben.
Auf dem Album sind keinerlei Gastbeiträge anderer Musiker enthalten.

## Titelliste
| #  | Titel                    | Songwriter                    | Produzent                     | Länge |
| -- | ------------------------ | ----------------------------- | ----------------------------- | ----- |
| 1  | Something Got Me Started | Mick Hucknall, Fritz McIntyre | Stewart Levine, Mick Hucknall | 4:01  |
| 2  | Stars                    | Mick Hucknall                 | Stewart Levine                | 4:08  |
| 3  | Thrill Me                | Mick Hucknall, Fritz McIntyre | Stewart Levine, Mick Hucknall | 5:04  |
| 4  | Your Mirror              | Mick Hucknall                 | Stewart Levine, Mick Hucknall | 3:59  |
| 5  | She’s Got It Bad         | Mick Hucknall                 | Stewart Levine                | 3:33  |
| 6  | For Your Babies          | Mick Hucknall                 | Stewart Levine                | 4:17  |
| 7  | Model                    | Mick Hucknall                 | Stewart Levine                | 3:46  |
| 8  | How Could I Fall         | Mick Hucknall                 | Stewart Levine                | 4:45  |
| 9  | Freedom                  | Mick Hucknall                 | Stewart Levine                | 3:52  |
| 10 | Wonderland               | Mick Hucknall                 | Stewart Levine                | 3:49  |

## Kommerzieller Erfolg

### Chartplatzierungen und Singles

#### Album
Stars debütierte in den Billboard 200 am 19. Oktober 1991 auf Platz 108. In der Woche zum 11. April 1992 erreichte der Tonträger Platz 76 der amerikanischen Albumcharts. In den deutschen Albumcharts stieg Stars am 14. Oktober 1991 auf Platz 8 ein und erreichte seine Höchstposition von Platz 2 am 30. November 1991. Ferner erreichte Stars die Chartspitze der britischen Charts, wo es sich, mit Unterbrechungen, zwölf Wochen lang halten konnte.
| ChartsChartplatzierungen       | Höchstplatzierung | Wochen |
| ------------------------------ | ----------------- | ------ |
| Deutschland (GfK)              | 2 (59 Wo.)        | 59     |
| Österreich (Ö3)                | 1 (41 Wo.)        | 41     |
| Schweiz (IFPI)                 | 2 (32 Wo.)        | 32     |
| Vereinigte Staaten (Billboard) | 76 (43 Wo.)       | 43     |
| Vereinigtes Königreich (OCC)   | 1 (137 Wo.)       | 137    |

| ChartsJahrescharts (1991) | Platzierung |
| ------------------------- | ----------- |
| Deutschland (GfK)         | 54          |
| Österreich (Ö3)           | 37          |

| ChartsJahrescharts (1992) | Platzierung |
| ------------------------- | ----------- |
| Deutschland (GfK)         | 6           |
| Österreich (Ö3)           | 4           |
| Schweiz (IFPI)            | 9           |

#### Singles
| Jahr | Titel                    | Höchstplatzierung, Gesamtwochen, AuszeichnungChartplatzierungen (Jahr, Titel, , Platzierungen, Wochen, Auszeichnungen, Anmerkungen) | Höchstplatzierung, Gesamtwochen, AuszeichnungChartplatzierungen (Jahr, Titel, , Platzierungen, Wochen, Auszeichnungen, Anmerkungen) | Höchstplatzierung, Gesamtwochen, AuszeichnungChartplatzierungen (Jahr, Titel, , Platzierungen, Wochen, Auszeichnungen, Anmerkungen) | Höchstplatzierung, Gesamtwochen, AuszeichnungChartplatzierungen (Jahr, Titel, , Platzierungen, Wochen, Auszeichnungen, Anmerkungen) | Höchstplatzierung, Gesamtwochen, AuszeichnungChartplatzierungen (Jahr, Titel, , Platzierungen, Wochen, Auszeichnungen, Anmerkungen) | Anmerkungen                                                 |
| Jahr | Titel                    | DE | AT | CH | UK | US | Anmerkungen                                                 |
| ---- | ------------------------ | --- | --- | --- | --- | --- | ----------------------------------------------------------- |
| 1991 | Something Got Me Started | DE11 (26 Wo.)DE | AT5 (16 Wo.)AT | CH6 (20 Wo.)CH | UK11 (8 Wo.)UK | US23 (14 Wo.)US | Erstveröffentlichung: 9. September 1991                     |
| 1991 | Stars                    | DE19 (24 Wo.)DE | AT18 (12 Wo.)AT | CH11 (18 Wo.)CH | UK8 Silber · (10 Wo.)UK | US44 (14 Wo.)US | Erstveröffentlichung: 18. November 1991 Verkäufe: + 200.000 |
| 1992 | For Your Babies          | DE43 (12 Wo.)DE | AT23 (9 Wo.)AT | — | UK9 (8 Wo.)UK | — | Erstveröffentlichung: 27. Januar 1992                       |
| 1992 | Thrill Me                | — | — | — | UK33 (5 Wo.)UK | — | Erstveröffentlichung: 20. April 1992                        |
| 1992 | Your Mirror              | DE59 (10 Wo.)DE | — | — | UK17 (4 Wo.)UK | — | Erstveröffentlichung: 13. Juli 1992                         |

### Auszeichnungen für Musikverkäufe
Für mehr als eine 1,25 Millionen verkaufte Einheiten für Stars wurde 1996 in Deutschland Fünffachgold vergeben, damit gehört das Album zu den meistverkauften Musikalben in Deutschland. In den Vereinigten Staaten wurde 1992 für über 500.000 Verkäufe eine Goldene Schallplatte vergeben. Die höchste Auszeichnung erhielt der Tonträger im Vereinigten Königreich, wo er mit 12-fach-Platin ausgezeichnet wurde.
| Professionelle Bewertungen | Professionelle Bewertungen |
| -------------------------- | -------------------------- |
| Kritiken                   |                            |
| Quelle                     | Bewertung                  |
| allmusic                   | [ 19 ]                     |

| Land/Region                  | Auszeichnungen für Musikverkäufe (Land/Region, Auszeichnung, Verkäufe) | Verkäufe    |
| ---------------------------- | ---------------------------------------------------------------------- | ----------- |
| Argentinien (CAPIF)          | Gold                                                                   | 30.000      |
| Australien (ARIA)            | 2× Platin                                                              | 140.000     |
| Brasilien (PMB)              | Platin                                                                 | 250.000     |
| Deutschland (BVMI)           | 5× Gold                                                                | 1.250.000   |
| Europa (IFPI)                | 5× Platin                                                              | (5.000.000) |
| Finnland (IFPI)              | Gold                                                                   | 34.401      |
| Frankreich (SNEP)            | Platin                                                                 | 300.000     |
| Kanada (MC)                  | Gold                                                                   | 50.000      |
| Neuseeland (RMNZ)            | 2× Platin                                                              | 30.000      |
| Niederlande (NVPI)           | Platin (Warner Music Benelux BV) · + Platin (Warner Music Netherlands) | 180.000     |
| Österreich (IFPI)            | 2× Platin                                                              | 100.000     |
| Schweiz (IFPI)               | 2× Platin                                                              | 100.000     |
| Spanien (Promusicae)         | Platin                                                                 | 100.000     |
| Vereinigte Staaten (RIAA)    | Gold                                                                   | 500.000     |
| Vereinigtes Königreich (BPI) | 12× Platin (Original) · + Gold (Collector’s Edition)                   | 3.510.000   |
| Insgesamt                    | 6× Gold · 32× Platin ·                                                 | 6.874.501   |

Hauptartikel: Simply Red/Auszeichnungen für Musikverkäufe